# Богуші (рід)
Богуш (словац. Bohuš) — давній словацький шляхетський рід, члени якого відомі в Угорському королівстві з 13 століття. Засновником роду вважається Бегар (Behar), якому король Андрій II 1231 року підтвердив шляхетство та надав замок Зволень й угіддя в Ліптові. Одній з гілок роду пізніше був наданий баронський титул. Також рід мав володіння у Пештянську, Зволенську, Спишську, Арадську, Чонградську, Нітріанську та Новоградську.
У Речі Посполитій також були відомі Богуші (Bohusz), що прийшли з Чехії або Словаччині в 1296 році.
В ХІХ столітті низка родів Богушів були записані в списки дворянських родів на землях Україні та Білорусі.

## Історія
Давній словацько-угорський рід Богушів відомий з 1231 року, коли Бегару, сину Самуїла, король Андрій II дарував землі в Ліптові. Пізніше ці привілеї були підтверджені королем Белом IV у 1262 р., яку монарх видає на прохання синів Бегара: Діонісія, Петра, Войслава та Себастьяна, які фігурують як ліптовська шляхта.
Прізвище представників роду записувалось як: Bohuš, Bohuss, Bohus, Bohusch.
Згідно з переписом шляхти 1754/55 рр., крім Ліптовської жупи, Богуші проживали також у Зволенській, Спішській, Нітрянській, Новоградській, Арадській та інших жупаніях. У 1755 році імператриця Марія Терезія надала Богушам новий герб, а в 1894 році Жиґмунд, Стефан і Володислав Богуші були зведені до рангу барона.
На землях Речі Посполитої рід Богушів (Bohusz) відомий з 1296 року, коли вони перейшли сюди з Чехії або Словаччини. Згідно гербовника Тадеуша Гайля різні родини Богушів відносились до гербів Богуш, Боґуш, Вадвич, Котвич, Лук, Сестренцевич, Яструбець.
В ХІХ столітті представники низки родин Богушів були занесені до списків дворянських родів Подільської, Волинської, Київської, Могилівської та інших губерній.
Сьогодні, окрім Словаччині, Угорщини, України, багато Богушів проживають в Польщі, Чехії, США та інших країнах.